# Bólidos de acero
Bólidos de acero  es una película en blanco y negro de Argentina dirigida por Carlos Torres Ríos, quien también tuvo a su cargo el encuadre, sobre el guion de Ricardo Lorenzo que se estrenó el 16 de marzo de 1950 y que tuvo como protagonistas a Ricardo Passano, Nelly Darén, Mario Medrano, Mario Baroffio y Oscar Villa.

## Sinopsis
Un joven tímido y humilde supera sus temores y llega a campeón automovilístico.

## Reparto
- Ricardo Passano
- Nelly Darén
- Mario Medrano
- Mario Baroffio
- Oscar Villa
- Domingo Márquez
- María Luisa Santés
- Semillita
- Luis Laneri
- Roberto Real
- A. J. Vázquez
- Rodolfo Crespi
- Diana Wells
- Jorge Villoldo
- Mauricio Espósito
- Élida York
- Francisco Monet
- Roberto Durán
- Alberto del Solar
- Francisco Lizzio
- Arturo Roa
- Alberto Pardo
- Oscar Márquez
- J. de Ávila
- Antonio Capuano
- Armando Parente
- Dionisio Elía
- Ermete Meliante
- Jorge L. Fossati
- Carmelo Capocci
- José Sereno
- Jorge de Crespi
- Johnson Bertolucci
- Aníbal Reyna
- Alberto Nozzi
- Ricardo Lorenzo
- Fioravanti
- Héctor Peire
- Tito Martínez
- Juan Gálvez

## Comentario
Manrupe y Portela transcriben la siguiente crítica:

”Es una muy modesta expresión de la industria local, tanto por los reducidos medios que en ella se emplean, lo magro del argumento reducido a una pequeña anécdota y la carencia de inquietudes o de aspiraciones en la dirección, que se limitó a utilizar largamente pasajes documentales de una carrera automovilística entremezclados con escenas de café.”